# Naturwald Vierzehnheiligen
Der Naturwald Vierzehnheiligen ist ein Naturwald in der nördlichen Frankenalb, der sich über eine Fläche von etwa 541 Hektar erstreckt. Das Schutzgebiet liegt in Bad Staffelstein und Lichtenfels, beides Städte im oberfränkischen Landkreis Lichtenfels, südwestlich des für den Naturwald namensgebenden Ortes Vierzehnheiligen. Ausgewiesen im Jahr 2020, zählt es zu den größten Waldschutzgebieten für Laubmischwälder in Bayern.

## Geographische Lage
Das Waldschutzgebiet besteht aus drei unterschiedlich großen Teilflächen. Teilfläche eins in der Nähe von Vierzehnheiligen ist mit einer Größe von etwa 9 Hektar die kleinste Teilfläche. Die mittlere Teilfläche, gelegen westlich von Klosterlangheim, weist eine Fläche von rund 259 Hektar auf. Die größte Teilfläche beträgt etwa 272 Hektar und liegt im Forst Langheim. Nördlich des Schutzgebietes befindet sich der Ort Vierzehnheiligen, östlich des Naturwaldes liegen die Orte Klosterlangheim und Mistelfeld, und südlich befindet sich Lahm bei Lichtenfels. Der Naturwald Vierzehnheiligen liegt vollständig im FFH-Gebiet Waldgebiet Buchrangen und Spendweg sowie im Vogelschutzgebiet Felsen- und Hangwälder im nördlichen Frankenjura. Ein Teil des Naturwaldes ist das Naturschutzgebiet Kitschentalrangen. Südwestlich des Naturwaldes liegt das Naturschutzgebiet Staffelberg mit der Nummer NSG-00252.01. Außerdem liegt der Naturwald Vierzehnheiligen im Naturpark Fränkische Schweiz - Frankenjura.

## Schutzstatus und Einordnung
Abgesehen von notwendigen Maßnahmen des Waldschutzes und der Verkehrssicherung findet in Naturwaldreservaten und Naturwäldern keine Bewirtschaftung und keine Holzentnahme statt. Im Rahmen des Volksbegehren „Artenvielfalt & Naturschönheit in Bayern“ 2019 kündigte die bayerische Staatsregierung an, Großschutzgebiete auszuweisen. Im Juni 2020 erfolgte dann die Umsetzung des Großprojektes. Vor der Ausweisung war bereits eine kleine Teilfläche des heutigen Naturwalds Vierzehnheiligen als Naturwaldreservat ausgewiesen.
Der Naturwald Vierzehnheiligen ist Teil der bundesweiten Flächenkulisse der natürlichen Waldentwicklung und trägt zum Ziel langfristig fünf Prozent der Wälder aus der Nutzung zu nehmen, bei. International lässt sich das Gebiet schwierig einordnen, da das Gebiet nicht an die IUCN gemeldet und wahrscheinlich auch nicht deren Größenkriterien erfüllt. 

## Charakteristik
Innerhalb des Naturwaldes gibt es verschiedene Waldtypen, wie beispielsweise Hainsimsen-Buchenwald, Waldmeister-Buchenwald, Orchideen-Buchenwald, Labkraut-Eichen-Hainbuchenwald, Sternmieren-Eichen-Hainbuchenwald, Schlucht- und Hangmischwald sowie bachbegleitender Erlen-Eschen-Wald. Seit Jahrhunderten ist der Wald von Laubmischwäldern geprägt, die durch ihre Vielfalt an Baumarten und Entwicklungsphasen sowie durch hohe Totholz- und Biotopdichten hervorragende Voraussetzungen für eine hohe Artenvielfalt bieten. Im Naturwald leben verschiedene Arten, wie zum Beispiel Bechstein- und Mopsfledermaus, seltene holzbewohnende Insekten und Pilze, Feuersalamander, Schwarz-, Mittel-, Klein-, Grau- und Grünspecht, Hohltaube, Pirol, Trauerschnäpper, Wespenbussard, Raufußkauz, Sperlingskauz und Uhu. Außerdem ist der Naturwald Vierzehnheiligen individuen- und artenreich an Mollusken.

## Naturwaldreservat
Teil des Naturwaldes Vierzehnheiligen ist das Naturwaldreservat Kitschentalrangen. Das im südlichen Teil des Großschutzgebiets befindende Reservat weist eine Größe von rund 43 Hektar auf. Das Gebiet wurde 1978 als Schutzgebiet ausgewiesen. Innerhalb des Gebietes sind bis zu 200 Jahre alte Buchen, die Teil eines Orchideen-Buchenwaldes sind. Ebenfalls im Reservat sind die Arten Stieleiche, Sommerlinde, Hainbuche, Feldahorn, Elsbeere und Mehlbeere. In den steilen Abbruchgebieten wachsen Bergulme, Spitzahorn, Sommerlinde und Buche. Esche und Bergahorn sind in den feuchteren Bachrinnen zu finden. Auf den nährstoffreichen Standorten der von Malmschutt überrollten Ornatenton-Terrasse im Nordteil des Reservats sind Buche, Stieleiche, Esche und Bergahorn anzutreffen.